# Du und mancher Kamerad

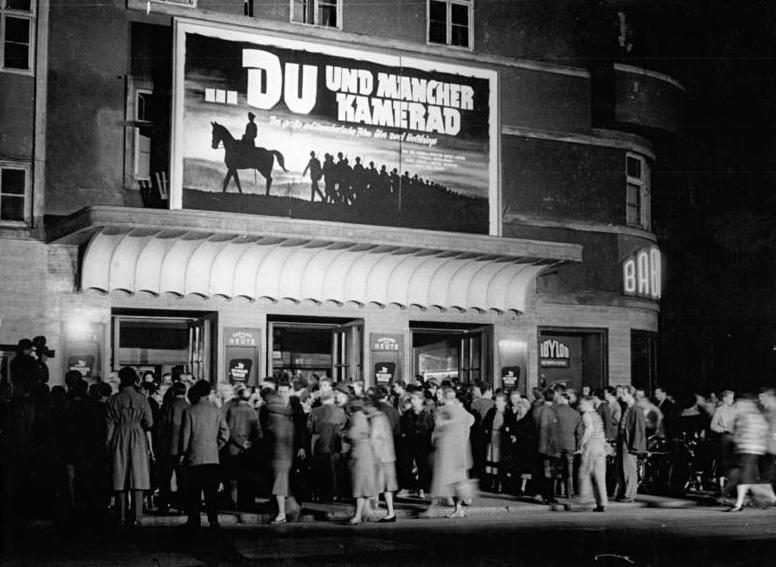
Filmplakat für „Du und mancher Kamerad“ am Berlin, Kino „Babylon“ in Berlin

Du und mancher Kamerad ist ein deutscher Dokumentarfilm der DDR-Filmproduktionsgesellschaft DEFA, der unter Regie von Annelie und Andrew Thorndike entstand und 1956 uraufgeführt wurde. Bis in die 1960er Jahre durfte der Film in der Bundesrepublik nicht gezeigt werden, da er der Filmzensur unterlag.

## Inhalt
Der Film zeichnet als Kompilationsfilm anhand von überwiegend dokumentarischem Filmmaterial 60 Jahre deutscher Geschichte – beginnend in den 1890er Jahren – nach. Dabei werden die beiden Weltkriege als herausragende Ereignisse dargestellt. Weiterhin geht der Film ausführlich auf die gesellschaftliche Situationen vor, zwischen und nach den Weltkriegen ein.

## Produktion
Du und mancher Kamerad entstand bei der DEFA im VEB DEFA-Studio für Wochenschau und Dokumentarfilme in Berlin-Johannisthal. Die Produktionszeit betrug zwei Jahre, unter der Leitung der Regisseure arbeiteten etwa 50 Mitarbeiter an dem Film. Im Zuge der Recherchen zum Film wurden anderthalb Millionen Meter Film gesichtet, die einer Laufzeit von mehr als 910 Stunden bei normaler Wiedergabegeschwindigkeit entsprechen.
An der Restaurierung und Verfilmung der Originalmaterialien arbeiten unter anderem Walter Fuchs (Restaurierung), Joachim Lubnau (Restaurierung), Rudolf Ehrlich (Reproduktionen) und Harry Kadoch (Reproduktionen) mit.
Den Kommentar schrieben Karl-Eduard von Schnitzler und Günther Rücker, Sprecher waren Mathilde Danegger und Gerry Wolff.
Der Film ist in der Originalfassung 2848 Meter lang, was etwa 103 Minuten Wiedergabedauer entspricht. Er wurde am 31. August 1956 im Berliner Filmtheater Babylon uraufgeführt.

## Kritik
Dem Film wird unter anderem vorgeworfen, alles gezeigte Material als dokumentarische Aufnahmen auszugeben. Verstärkt wird dieser Eindruck durch eine Schrifttafel zu Beginn des Filmes, die aussagt: „Jede Aufnahme ist ein historisch nachprüfbares Dokument“. Dabei wurden für den Film eigens hergestellte Bild- und Tonaufnahmen sowie Spielfilm- und andere nichtdokumentarische Sequenzen aus fremder Quelle kennzeichnungslos mit Dokumentarmaterial vermischt. Dadurch entsteht insbesondere für Zuschauer mit heutigen Sehgewohnheiten der Eindruck, es handele sich bei sämtlichem gezeigtem Material um Originalaufnahmen.
Unter anderem Spiel-Aufnahmen einer Rede von Friedrich Engels, die dieser im Jahr 1893, also zwei Jahre vor Erfindung des Films überhaupt, gehalten hat, oder nachsynchronisierte Aufnahmen von Reden von Kaiser Wilhelm II. genügen nicht mehr den heutigen Ansprüchen an die Authentizität eines Dokumentes. So nannte der Medienwissenschaftler Tilo Prase den Film in der FAZ „[ein] Machwerk über Krieg und Frieden, über die angeblichen Ursachen und Urheber des Ersten und Zweiten Weltkriegs[, der im Osten] als ‚Tatsachenbericht‘ gefeiert [wurde]“ und in dem „zwecks nachhaltiger Geschichtserziehung […] Spielszenen als ‚Filmdokumente‘ kreiert“ wurden.

## Auszeichnungen
- 1956: Nationalpreis der DDR II. Klasse